# サマンサ・ライアン
サマンサ・ライアン（Samantha Ryan、 1978年3月3日 - ）は、アメリカ合衆国のポルノ女優。カンザス州出身。

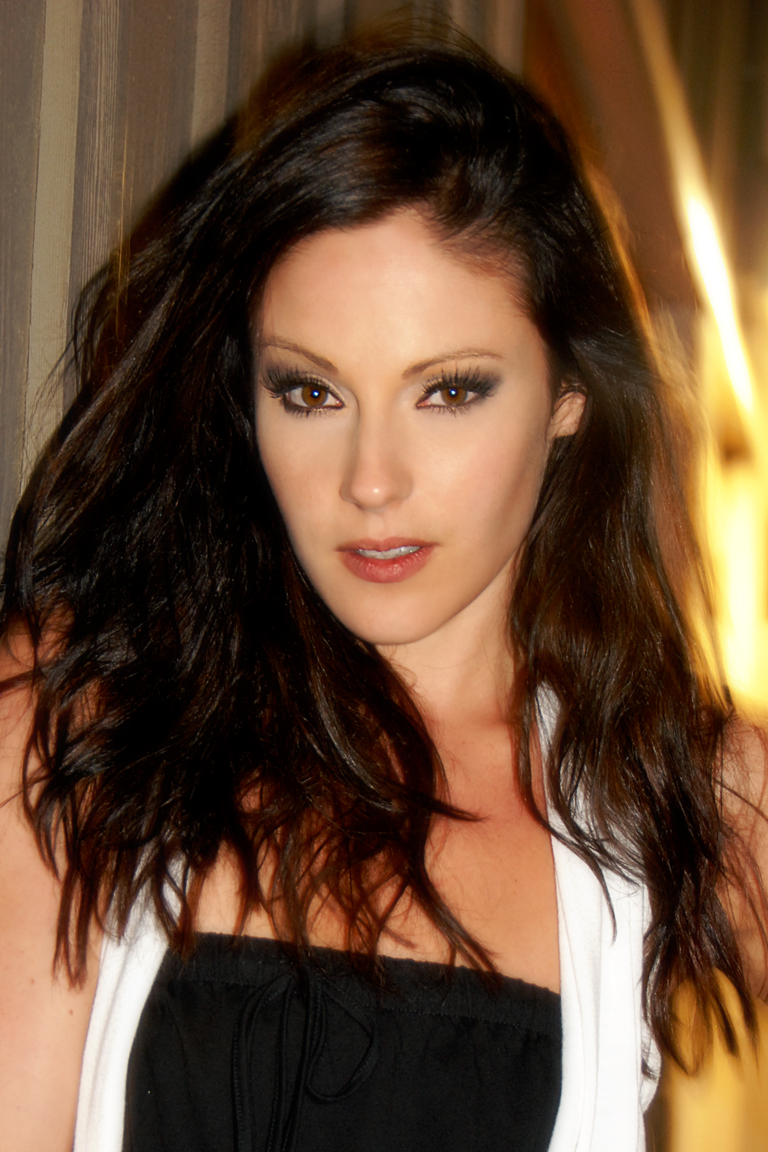
サマンサ・ライアン